# Astemizol
Astemizolul este un antihistaminic H1 derivat de benzimidazol, de generația a 2-a, care a fost utilizat în tratamentul alergiilor. A fost retras în anul 1999 de către producător datorită riscului mare de a produce aritmii la doze mari; deși rare, aceste condiții pot fi fatale.